# M/S Nieuw Amsterdam (2009)
M/S Nieuw Amsterdam är ett fartyg tillverkat år 2010.

## Historia
Fartyget som tillverkades på Fincantieri-Cantieri Nav. Italiani S.p.A. i Italien levererades till Holland America Line i juni 2010 och avgick på sin första kryssning i juli samma år.

## Systerfartyg
Fartyget har ett äldre systerfartyg med namnet M/S Eurodam.